# Давуди, Давлатходжа
Давлатходжа Давуди (Давлатходжа Давутов; 11 ноября 1950, село Равнов, Дарвазский район, ГБАО — 26 августа 2022, Таджикистан) — таджикский археолог и нумизмат, доктор исторических наук (2007), Отличник культуры Республики Таджикистан (2010).

## Биография
Окончил исторический факультет Таджикского государственного университета (1972). Старший лаборант Института истории, археологии и этнологии имени Ахмада Дониша АН Таджикская ССР (1972—1974), стажёр и аспирант Ленинградского отделения Институт востоковедения АН СССР (1974—1979), научный сотрудник, ведущий научный сотрудник и главный научный сотрудник Института истории, археологии и этнологии имени Ахмада Дониша АН РТ (1979—2011), заведующий отделом археологии и нумизматики Национального музея Таджикистана (с 2011 г.).

## Научная деятельность
Автор 14 диссертаций и более 200 научно-публицистических статей. Научные достижения Давлатходжа Давуди в области нумизматики: исследование клада тимуридских медных монет (1967 экз.), клада чаганских дирхемов (3082 экз.), 97 кладов древних и средневековых монет Таджикистана, медных монет сомони в Хатлонской области, редкий дирхем Карахона Узгандийского, темурская медная монета Бадахшана, монета мэра Бадахшана, Увайса и др.
Давлатходжа Давуди участвовал в археологических раскопках 18 памятников, таких как крепости Вашгирд, Куляб, Старый Пенджикент, Кум, Гардана Хисар, Хисорак, Хулбук, Халкаджар, Золи Зар, Ханакох, Чимкурган и др. В 2012—2015 годах в составе международной группы археологов участвовал в раскопках памятников Миси Айнак в Лугарском районе Афганистана.

## Труды
- Худжандский плакированный (15 — начало 16 вв.). Д., 1998;
- Вашгирд — древний памятник. Д., 2005 (в соавторстве);
- Денежное обращение древней и средневековой Хатлоны (V в. дон. е. — начало 20 века н. э.). Д., 2006;
- Из истории Шайбанидова. Д., 2006; История Кулябы с древнейших времен до наших дней. Д., 2006 (соавтор.);
- Куляб — древний и знаменитый город. Д., 2006 (в соавторстве);
- Клад чаганианских дирхемов XI в. из Хисары. Д., 2007;
- Монеты Таджикистана. Д., 2009;
- Вашгирд — город ремесленников, торговцев и интеллигенции. Д., 2009 (в соавторстве);
- Клад кушанских монет из Дикой Долины. Д., 2010 (соавтор.);
- Положите средневековые монеты. Д., 2011 (в соавторстве);
- Монеты Санжаршаха и Мубаракшаха. Д., 2012 (в соавторстве);
- Древние и средневековые монеты Дангари. Д., 2014;
- Монеты Гисара Шодмон. Д., 2015.